# Max Barthel
Max Barthel, auch bekannt unter den Pseudonymen Konrad Uhle und Otto Laurin, (* 17. November 1893 in Loschwitz; † 17. Juni 1975 in Waldbröl) war ein deutscher Schriftsteller. Er gehörte zusammen mit Heinrich Lersch und Karl Bröger im ersten Drittel des 20. Jahrhunderts mit kommunistischer und später sozialdemokratischer Orientierung zu den bekanntesten Arbeiterdichtern. Ab dem Jahr 1933 bekannte er sich anfänglich offen zum Nationalsozialismus und war auch in den Folgejahren in die nationalsozialistische Kulturpolitik verstrickt. Nach Kriegsende 1945 verfasste er – abgesehen von einer Autobiographie – unpolitische Chortexte und Kinderverse.

## Leben
Max Barthel war Sohn eines Maurers und hatte sechs Geschwister. Sein Vater verstarb früh, so dass er mit 14 Jahren in der Fabrik arbeiten musste und war als Ungelernter in verschiedenen Berufen tätig war. Er war Mitglied der sozialistischen Jugendbewegung, ging auf Wanderschaft durch West- und Süd-Europa. Ab dem Jahr 1910 war er literarisch tätig. Im Ersten Weltkrieg wurde er Soldat. Seine traumatischen Kriegserfahrungen an der Westfront gingen ein in den Lyrikband Verse aus den Argonnen (1916).

### Kommunist und Sozialdemokrat
Politisch stand Max Barthel zunächst dem Kommunismus nahe, war Mitglied des Spartakusbundes, nahm am Spartakusaufstand in Stuttgart teil und wurde als Spartakist ein halbes Jahr inhaftiert. Im Jahr 1919 trat er der KPD bei. Danach lebte er als Lyriker in Berlin.
In dieser Zeit veröffentlichte er flammende Revolutionsgedichte. Die Gedichte in dem Buch Arbeiterseele (1920) thematisierten in sozialrevolutionärer Emphase Fabrik, Landstraße, Wanderschaft, Krieg und Revolution. Bald gab er auch die Illustrierte Sichel und Hammer der Internationalen Arbeiterhilfe heraus. Es folgten zwei längere Aufenthalte in der Sowjetunion, zunächst im Juli 1920 und später 1923 (zusammen mit Willi Münzenberg) als Delegierter zu kommunistischen Kongressen. Dort traf er mit Gorki, Lenin und Karl Radek zusammen.
Die dort gesammelten Eindrücke und Erfahrungen führten jedoch dazu, dass er sich vom Kommunismus lossagte und im Jahr 1923 aus der KPD austrat. Im selben Jahr trat Max Barthel der SPD bei. Von seinen früheren kommunistischen Weggefährten wurde er seither als Verräter verfemt und diskreditiert.

### Privatleben
In erster Ehe war Max Barthel mit der Kommunistin Luise Kaetzler verheiratet. Aus dieser Ehe stammt sein Sohn Thomas Barthel (* 4. Januar 1923 in Berlin; † 3. April 1997 in Tübingen), der in späteren Jahren als Ethnologe den Grundstein für die Entzifferung der Schrift (Rongorongo) der Osterinsel gelegt hat. Seine Frau verließ ihn im Jahr 1923 und ging ein Verhältnis mit dem kommunistischen Publizisten Alexander Abusch ein, einem späteren Kulturminister der DDR.
Mit seiner zweiten Ehefrau Louise geb. Möbius (1898–1998) hatte Barthel einen weiteren Sohn, Karl Wolfgang Barthel (* 9. Mai 1929 in Berlin; † 20. Dezember 2018), der ebenfalls Schriftsteller und Journalist wurde, sowie die Tochter Helga.

### Verhältnis zum Nationalsozialismus
Nach Auffassung von Yves Clairmont radikalisierte sich Barthel etwa ab dem Jahr 1930 im Kontext der Weltwirtschaftskrise nach rechts, trat in seinem Werk jedoch zunächst weiter für die Republik und die Sozialdemokratie ein. Im Jahr 1931 wurde er Vorsitzender der Ortsgruppe Berlin-Brandenburg des Schutzverbands Deutscher Schriftsteller (SDS). Im November 1932 gründete er mit Bruno Schönlank die Sozialistische Dichterhilfe.
Ab dem Jahr 1933, nach der Machtergreifung durch die Nationalsozialisten, bekannte er sich offen zu den neuen Machthabern. Unter anderem geschah dies durch einen damals vielbeachteten Aufruf an seine Schriftstellerkollegen in der von Joseph Goebbels herausgegebenen Gauzeitung der Berliner NSDAP Angriff (erschienen am 9. Juni 1933), die neue politische Ordnung als Chance für Deutschland anzuerkennen und „einzureihen“ statt ins Exil zu gehen. Andererseits ist seine Erzählung Die Mühle zum Toten Mann in der Liste der verbrannten Bücher 1933 aufgeführt.
Barthel wirkte an der Gleichschaltung des SDS mit und schrieb u. a. auch für den Völkischen Beobachter. Außerdem wurde er Lektor/Schriftleiter in der von den Nationalsozialisten gleichgeschalteten Büchergilde Gutenberg. In seinem Roman Das unsterbliche Volk (1933) zeichnete Barthel den Weg eines Arbeiters vom Kommunismus zum Nationalsozialismus nach.
Unbestritten begrüßte Max Barthel zumindest anfänglich die Machtergreifung der Nationalsozialisten und war auch in den Folgejahren in die nationalsozialistische Kulturpolitik verstrickt. Entgegen gelegentlich vorgebrachten Behauptungen trat er jedoch der NSDAP nicht bei und machte sich auch nicht den nationalsozialistischen Rassengedanken zu eigen: In den Jahren 1963 und 1964 wehrte sich Barthel vor dem Oberlandesgericht München in einem Prozess gegen die Behauptung in Gero von Wilperts Deutschem Dichterlexikon, er habe sich 1933 „dem Nationalsozialismus angeschlossen“. In den Entscheidungsgründen des Urteils vom 24. Juli 1964 (AZ 2 U 559/1964) findet sich die Feststellung, dass zwischen den Prozessparteien unstrittig gewesen sei, dass Barthel nicht Mitglied der NSDAP und ihrer Gliederung gewesen ist, und dass in dem Roman „Das unsterbliche Volk“ (auf den im Hinblick auf etwaige Übernahme von nationalsozialistischer Rassenideologie auch heute noch gelegentlich verwiesen wird) keine nationalsozialistischen Rassenideologien zu finden sind. Dass das Gericht in der Summe feststellte, dass die Behauptung Wilperts unzutreffend sei, fand in der bundesdeutschen Öffentlichkeit Empörung und Befremden.
Allerdings gehörte Barthel z. B. bis in die 1940er Jahre hinein zum Umfeld des zum Zwecke der Umsetzung der NS-Kulturpolitik initiierten nationalsozialistischen „Bamberger Dichterkreises“; so nahm er etwa an dessen „Dichterkarawane“ teil.
Bereits im Jahr 1934 wurde Max Barthel von der neuen Leitung der Büchergilde fristlos entlassen, nachdem ihm in der Presse seine kommunistischen Vergangenheit vorgeworfen worden war. Hinzu kam, dass er während seiner Lektorenzeit bei der Büchergilde Werke von Jack London, John Knittel, Stefan Andres, Alfons Paquet, Willi Sachse und Theodor Bohner veröffentlicht hat und damit, wie zumindest in dem genannten Gerichtsurteil des OLG ausgeführt wurde „bis an die Grenze des von den Nationalsozialisten gerade noch Geduldeten gegangen ist“.
Bis 1945 arbeitete Barthel u. a. als Journalist und veröffentlichte bis 1943 mehrere Kolportageromane und Chordichtungen. So reiste er nach der Entlassung aus der Büchergilde als Journalist für das Berliner Börsenblatt mit der Arbeitsfront-Organisation Kraft durch Freude (KdF) nach Rumänien, Norwegen und Madeira. 1938 kehrte Max Barthel aus Berlin nach Dresden zurück und arbeitete für einen Verlag für Unterhaltungsromane.
Barthel gehörte zunächst zu einem Luftnachrichtenregiment und wurde 1942 Wachtmeister der Schutzpolizei. Zur Truppenbetreuung war er im Jahr 1942 auf Lesereisen in Frankreich, Finnland und Norwegen. Er schrieb gewaltverherrlichende Kriegsgedichte, die unter anderem 1943 in seinem Lyrikband Ins Feld ziehen die Soldaten erschienen. Ab 1944 arbeitete er als Kriegsberichterstatter der SS in Rumänien und Polen, wo er auch verwundet wurde.

### Nachkriegszeit
Nach Kriegsende war Max Barthel in der Sowjetischen Besatzungszone bzw. der späteren DDR sowohl wegen seiner früheren Abkehr vom Kommunismus als insbesondere auch wegen seiner aktiven Rolle im Nationalsozialismus eine Persona non grata.
Im Jahr 1948 entging er der drohenden Verhaftung durch die sowjetische Besatzungsmacht und der sich abzeichnenden Zwangsverpflichtung zur Arbeit im Uranbergbau nur knapp durch Flucht in die damalige französische Besatzungszone. Mehrere seiner Bücher waren in der SBZ bzw. späteren DDR verboten: 9 seiner Publikationen wurden in der dortigen Liste der auszusondernden Literatur angeführt. Allerdings wurde 1955 vom Jugendbuch-Verlag in Dresden-Laubegast das Kinderbuch Der Hammer und seine Geschwister mit Versen von Max Barthel – unter dem Pseudonym Konrad Uhle – veröffentlicht.
Barthels weiteres literarisches Schaffen war, abgesehen von einer Autobiographie, in den Nachkriegsjahren mit dem Verfassen von Chortexten und Kinderversen unpolitisch.
Er lebte nach seiner Flucht in den Jahren 1948 bis 1969 in Bad Breisig im Rheinland. Die letzten Jahre seines Lebens verbrachte er im Hause seiner Tochter in Litterscheid, einem kleinen Dorf im Bergischen Land.

## Künstlerisches Schaffen
Die Kriegserfahrungen waren Auslöser für sein lyrisches Schaffen. Im Jahr 1916 erschien sein erster Gedichtband Verse aus den Argonnen. Diese Gedichte trafen damals den Nerv einer ganzen Generation und machten ihn schlagartig bekannt. Der spätere Bundespräsident Theodor Heuss pries damals Barthels „eigenwüchsige und herbe Sprachkraft, so fern von dem abgegriffenen Wortschatz der Massenlyriker“. Barthel zählte zu den Dichtern, die „auf den Landstraßen sich ihr Reifezeugnis holten und deren Universitäten die Werkstätten waren“, wie es sein Freund Heinrich Lersch einmal formulierte.
Ein Großteil seiner Prosaveröffentlichung hat – was sein politisches Engagement in Deutschland und Russland, wie auch seine Kindheit, Jugend und Kriegserfahrung betrifft – einen starken autobiographischen Kontext. Ab 1934 war seine Prosa auf Unterhaltungsliteratur für Erwachsene und Kinder beschränkt. Sein lyrisches Schaffen zwischen 1933 und 1945 umfasste auch Gedichte mit unmittelbarem Zeitbezug und damit z. B. und insbesondere zum Zweiten Weltkrieg.
Das literarische Schaffen Max Barthels nach 1945 war, abgesehen von einer Autobiographie, unpolitisch. Insbesondere machte er sich einen Namen als Autor von Chortexten sowie von Kinderlyrik. 1950 veröffentlicht er mit dem autobiographischen Roman Kein Bedarf an Weltgeschichte eine Rechtfertigungsschrift, in der er seine eigene Verführbarkeit durch linke wie rechte Ideologien mit totalitärem Allmachtsanspruch und die in der Folge existenzielle Enttäuschung und Zerrissenheit thematisierte. Sie stieß auf geringes Interesse.

## Werke

### Lyrik
- Verse aus den Argonnen, 1916
- Freiheit!. Neue Gedichte aus dem Kriege, 1917
- Revolutionäre Gedichte, 1919
- Utopia. Gedichte, 1920
- Die Faust. Dichtung, 1920
- Lasset uns die Welt gewinnen, 1920
- Arbeiterseele. Verse von Fabrik, Landstraße, Wanderschaft, Krieg und Revolution, 1920
- Das Herz in erhobener Faust, Balladen aus dem Gefängnis, 1920
- Überfluß des Herzens. Gedichte, 1924
- Botschaft und Befehl. Gedichte, 1926
- Aufstieg der Begabten. Roman. Berlin: Der Bücherkreis, 1929
- Sonne, Mond und Sterne. Zwölf Texte zu neuen Kinderliedern, 1933
- Argonner Wald. Balladen und Gedichte. Limpert, Berlin 1938.
- Danksagung. Gedichte, 1938
- Hutzlibum. Kindliche Verse. Mit Bildern von Gisela Voh. Verlag Scholz, Mainz 1943, 10 Blatt
- Die Lachparade. Sinn- und Unsinngedichte, 1943
- Ins Feld ziehn die Soldaten. Neue Soldatenlieder und Gedichte. 1.–20. Tsd., Gauverlag, Bayreuth 1943, 85 S.
- Der Hammer und seine Geschwister, 1955 (unter dem Pseudonym „Konrad Uhle“)
- Roter Mohn, 1964
- Es kommt der Star in jedem Jahr, 1970

### Romane, Erzählungen, Reiseberichte
- Die Reise nach Russland, 1921
- Vom roten Moskau bis zum Schwarzen Meer, 1921
- Der rote Ural, 1921
- Das vergitterte Land. Novellen. 1922
- Der eiserne Mann. Tragisches Lustspiel, 1924
- Die Knochenmühle. Erzählung, 1924
- Der Platz der Volksrache. Erzählungen, 1924
- Der Weg ins Freie. Erzählung, 1924
- Das Spiel mit der Puppe. Roman, 1925
- Deutschland – Lichtbilder und Schattenrisse einer Reise. Büchergilde Gutenberg, Berlin 1926
- Die Mühle zum Toten Mann. Erzählung, 1927
- Der Mensch am Kreuz. Roman. Nach dem Tagebuch eines katholischen Pfarrers. Der Bücherkreis, Berlin 1927
- Der Putsch. Roman. Der Bücherkreis, Berlin 1927
- Erde unter den Füßen. Eine neue Deutschlandreise, Büchergilde Gutenberg, 1929
- Aufstieg der Begabten. Roman. Der Bücherkreis, Berlin 1929
- Das Blockhaus an der Wolga. Roman. Der Freidenker, Berlin, 1930, 247 S.
- Die Verschwörung in der Heide. Mit farbigen Bildern und Zeichnungen von Karl Storch. Universitas Verlag, Berlin 1930, 206 S.
- Der große Fischzug. Ein Erlebnisroman aus Sowjet-Rußland. Strecker und Schröder, Stuttgart 1931, 229 S.
- Wettrennen nach dem Glück. Erzählungen. Büchergilde Gutenberg 1931, 197 S.
- Das Gesicht der Medusa. Ein Landstraßenroman. Hesse & Becker, Leipzig 1931, 247 S.
- Das unsterbliche Volk. Roman. Büchergilde Gutenberg, Berlin 1933. 254 S.
  - Das unsterbliche Volk. Roman. Buchmeister-Verlag, Berlin 1934.
- Das goldene Panzerhemd. Erzählung. Junge Generation, Berlin 1934.
- Jack London, ein Sohn des Volkes. Büchergilde Gutenberg, Berlin 1934.
- Das Leben ruft. Erzählungen. 1.–3. Tsd. Diederichs, Jena 1935.
- Sturm im Argonner Wald. Erzählung aus dem Weltkrieg. Philipp Reclam, Leipzig, 1936. (2. Aufl. 1937)
- Im Land der sieben Krater. Roman, 1937
- Aufstand im Kaukasus. Erzählung, 1938
- Der Bund der Drei – ein Hund ist auch dabei. Eine lustige Abenteuer-Erzählung, 1938
- Der schwarze Sahib. Abenteuerroman aus Indien, 1938
- Deutsche Männer im roten Ural. Roman, 1938
- Die Ebene des Todes, 1938 (unter dem Pseudonym Otto Laurin)
- Die Sonne Indiens, 1938
- Hochzeit in Peschawar, 1938
- Kornsucher und Schädelmesser, 1938
- Überfall am Khyber-Paß, 1938
- Wettrennen um den zerfallenen Tempel, 1938
- Das Land auf den Bergen. Roman. O. Janke, Leipzig 1939
- Der Flüchtling von Turkestan, 1940
- Kaukassisches Abenteuer. Deutsche Bauern in Rußland. Mit Nachwort von Hans Felix Zeck. Volker-Verlag, Köln 1941, 158 S.
- Die Straße der ewigen Sehnsucht. Roman. Vieweg Verlag, Braunschweig 1941, 335 S.
- Das Haus an der Landstraße. Roman. Heimbücherei, Berlin 1942, 271 S.
- Dreizehn Indianer. Erzählung. Umschlag und Federzeichnung von Johanna Rank. Melchert, Dresden 1943, 111 S.

### Bühnenstücke
- Ins Leben hinein. Sprechchorspiel für eine Jugendweihe. Mit Weiherede von Max Westphal. Arbeiterjugend-Verlag, Berlin 1929, 27 S.
- Das Revolverblatt, Zeitungskomödie, 1929
- Das Spiel vom deutschen Arbeitsmann, 1934
- Hans im Glück, 1963 Kinderoper von Peter Seegers, Text von Max Barthel

### Autobiografie
- Kein Bedarf an Weltgeschichte. Geschichte eines Lebens, 1950

### Überarbeitungen
- Jack London
  - Unter dem Sonnenzelt, 1938
  - Abenteurer des Schienenstranges. Deutsche Buch-Gemeinschaft, Berlin 1939.
  - Der Seewolf, 1939
  - Der Ruhm des Kämpfers. Von Boxern, Stierkampfern und aufrechten Männern, 1940
  - Lockruf des Goldes, 1940
  - Jerry von den Inseln, 1940
  - Südseegeschichten, 1940
  - Volk am Abgrund, 1941
  - In den Slums, 1942
  - Die Insel Berande. Deutsche Buch-Gemeinschaft, Berlin 1940. (1950)
  - Gesammelte Werke. Neue Ausgabe. Universitas, Berlin 1940.

### Sonstiges
Barthel schrieb auch Beiträge für das Heimatjahrbuch des Kreises Ahrweiler. Sein Nachlass befindet sich im Fritz-Hüser-Institut für Literatur und Kultur der Arbeitswelt in Dortmund.

## Ehrungen
- Bundesverdienstkreuz am Bande